# Diastictis
Diastictis is een geslacht van vlinders van de familie van de grasmotten (Crambidae), uit de onderfamilie van de Spilomelinae. De wetenschappelijke naam voor dit geslacht is voor het eerst gepubliceerd in 1818 door Jacob Hübner. Hübner beschreef ook de eerste soort uit het geslacht, Diastictis argyralis uit de Verenigde Staten, die als typesoort is aangeduid.

## Soorten
- D. albovittalis Munroe, 1956
- D. argyralis Hübner, 1818
- D. caecalis (Warren, 1892)
- D. capuronalis Viette, 1966
- D. fracturalis (Zeller, 1872)
- D. holguinalis Munroe, 1956
- D. incisalis (Snellen, 1880)
- D. pseudargyralis Munroe, 1956
- D. robustior Munroe, 1956
- D. sperryorum Munroe, 1956
- D. ventralis (Grote & Robinson, 1867)
- D. viridescens Munroe, 1956